# Вшолек, Павел
Па́вел Ма́рек Вшо́лек (пол. Paweł Marek Wszołek; 30 апреля 1992, Тчев, Польша) — польский футболист, полузащитник клуба «Легия» и сборной Польши.

## Карьера

### Клубная
Павел Вшолек начинал заниматься футболом в клубе «Висла» из своего родного города. С 2004 по 2005 год тренировался с гданьской «Лехией». В 2009 году оказался в системе подготовки клуба «Полония» (Варшава).
Полузащитник дебютировал в первой команде «Полонии» 13 ноября 2010 года в матче чемпионата страны против хожувского «Руха».
В своём первом сезоне Вшолек сыграл 9 матчей за варшавский клуб и не отмечался результативными действиями. Однако уже в первом матче чемпионата 2011/12 футболист сделал передачу на Бруно, с которой был забит единственный мяч в ворота «Лехии». Первый в профессиональной карьере гол Павел Вшолек забил 21 сентября 2011 года в матче Кубка Польши в ворота «Руха» из Радзёнкува. Автором голевой передачи на полузащитника стал Гжегож Бонин
.
Всего до перехода в итальянскую «Сампдорию» летом 2013 года Вшолек сыграл за «Полонию» 64 матча в чемпионате и кубке страны и забил 13 голов.
21 сентября 2013 года полузащитник впервые вышел на поле в матче Серии А. Против «Кальяри» польский футболист отыграл первые 54 минуты, после чего был заменён на Николу Поцци.

### В сборной
С 2010 по 2011 год Павел Вшолек выступал за юношескую сборную Польши до 19 лет. Дебютировал в команде 28 сентября 2010 года в товарищеском матче со сверстниками из Турции.
В дальнейшем Вшолек сыграл ещё 7 матчей за сборную этой возрастной категории.
За национальную команду 20-летних футболист впервые сыграл 31 августа 2011 года в матче против Германии.
Всего Павел Вшолек сыграл за этот возраст 4 матча и забил 1 гол (15 августа 2012 года в ворота Томаша Коубека из чешской сборной).
6 октября 2011 года футболист начал выступать за молодёжную сборную. Футболист вышел на поле в отборочном матче к чемпионату Европы—2013 с командой Португалии во втором тайме, заменив Артура Собеха.
Удачно выступил полузащитник в марте 2013 года в товарищеских матчах со сверстниками из Литвы и Латвии. 23-го числа с передач Вшолека Мариуш Стемпиньский и Бартломей Павловский забили по голу в ворота литовцев, а 3 дня спустя Вшолек с передачи Дамяна Домбровского забил первый гол за «молодёжку»
.
В главной сборной страны Павел Вшолек дебютировал 12 октября 2012 года в товарищеском матче с ЮАР.
2 февраля 2013 года футболист в матче со сборной Румынии отдал голевую передачу на Лукаша Теодорчика.

## Статистика выступлений

### Клубная статистика
| Выступление          | Выступление      | Выступление      | Лига | Лига | Кубок | Кубок | Континент | Континент | Итого | Итого |
| Клуб                 | Лига             | Сезон            | Игры | Голы | Игры  | Голы  | Игры      | Голы      | Игры  | Голы  |
| -------------------- | ---------------- | ---------------- | ---- | ---- | ----- | ----- | --------- | --------- | ----- | ----- |
| Полония (Варшава)    | I                | 2010/2011        | 7    | 0    | 0     | 0     | —         | —         | 7     | 0     |
| Полония (Варшава)    | I                | 2011/2012        | 26   | 2    | 2     | 1     | —         | —         | 28    | 3     |
| Полония (Варшава)    | I                | 2012/2013        | 27   | 7    | 2     | 3     | —         | —         | 29    | 10    |
| Полония (Варшава)    | Итого            | Итого            | 60   | 9    | 4     | 4     | —         | —         | 64    | 13    |
| Сампдория            | I                | 2013/2014        | 19   | 1    | 2     | 0     | —         | —         | 21    | 1     |
| Сампдория            | I                | 2014/2015        | 6    | 0    | 1     | 0     | —         | —         | 7     | 0     |
| Сампдория            | I                | 2015/2016        | 2    | 0    | 0     | 0     | 2         | 0         | 4     | 0     |
| Сампдория            | Итого            | Итого            | 27   | 1    | 3     | 0     | 2         | 0         | 32    | 1     |
| Эллас Верона         | I                | 2015/2016        | 26   | 0    | 1     | 0     | —         | —         | 27    | 0     |
| Эллас Верона         | II               | 2016/2017        | 0    | 0    | 1     | 0     | —         | —         | 1     | 0     |
| Эллас Верона         | Итого            | Итого            | 26   | 0    | 2     | 0     | —         | —         | 28    | 0     |
| Куинз Парк Рейнджерс | II               | 2016/2017        | 29   | 3    | 2     | 0     | —         | —         | 31    | 3     |
| Куинз Парк Рейнджерс | II               | 2017/2018        | 36   | 2    | 2     | 0     | —         | —         | 38    | 2     |
| Куинз Парк Рейнджерс | II               | 2018/2019        | 27   | 4    | 6     | 2     | —         | —         | 33    | 6     |
| Куинз Парк Рейнджерс | Итого            | Итого            | 92   | 9    | 10    | 2     | —         | —         | 102   | 11    |
| Всего за карьеру     | Всего за карьеру | Всего за карьеру | 205  | 19   | 19    | 6     | 2         | 0         | 226   | 25    |

1. ↑  Лига Европы УЕФА

### Матчи за сборную
| №  | Дата             | Оппонент   | Счёт | Голы | Соревнование              |
| -- | ---------------- | ---------- | ---- | ---- | ------------------------- |
| 1  | 12 октября 2012  | ЮАР        | 1:0  | —    | Товарищеский матч         |
| 2  | 17 октября 2012  | Англия     | 1:1  | —    | Отборочный турнир ЧМ-2014 |
| 3  | 14 декабря 2012  | Македония  | 4:1  | —    | Товарищеский матч         |
| 4  | 2 февраля 2013   | Румыния    | 4:1  | —    | Товарищеский матч         |
| 5  | 6 сентября 2013  | Черногория | 1:1  | —    | Отборочный турнир ЧМ-2014 |
| 6  | 10 сентября 2013 | Сан-Марино | 5:1  | —    | Отборочный турнир ЧМ-2014 |
| 7  | 13 мая 2014      | Германия   | 0:0  | —    | Товарищеский матч         |
| 8  | 26 марта 2016    | Финляндия  | 5:0  | 2    | Товарищеский матч         |
| 9  | 11 октября 2016  | Армения    | 2:1  | —    | Отборочный турнир ЧМ-2018 |
| 10 | 14 ноября 2016   | Словения   | 1:1  | —    | Товарищеский матч         |
| 11 | 13 ноября 2017   | Мексика    | 0:1  | —    | Товарищеский матч         |

Итого: сыграно матчей: 11 / забито голов: 2; победы: 6, ничьи: 4, поражения: 1.